# Littleton, Illinois
Littleton är en ort i Schuyler County i delstaten Illinois, USA.